# ۶/۴۵
۶/۴۵ (کره‌ای: 육사오) یک فیلم کمدی محصول ۲۰۲۲ کره جنوبی به کارگردانی پارک گیو ته و با بازی گو کیونگ پیو، لی یی کیونگ، اوم مون سوک، پارک سه-وان و کواک دونگ-یون است. این فیلم رویارویی خنده دار میان سربازان کره شمالی و جنوبی را بر سر یک بلیت بخت‌آزمایی ۵٫۷ میلیارد وونی را به تصویر می‌کشد که توسط باد از خط مرزی نظامی عبور می‌کند و وارد کره شمالی می‌شود. این فیلم در ۲۴ اوت ۲۰۲۲ منتشر شد.

## بازیگران
- گو کیونگ پیو در نقش پارک چون وو[۶]

سرباز اهل کره جنوبی و صاحب اول بلیت بخت‌آزمایی.
- لی یی کیونگ در نقش ری یونگ هو[۶]

سرباز اهل کره شمالی.
- اوم مون سوک در نقش کاپیتان کانگ اون پیو[۶]

فرمانده گروهان کره جنوبی.
- پارک سه-وان در نقش ری یون هی[۶]

خواهر کوچکتر یونگ هو و یک سرباز در ارتش کره شمالی در زمینهٔ پروپاگاندا علیه کره جنوبی.
- کواک دونگ-یون در نقش کیم مان چول[۶]

دیدبان اهل کره جنوبی.
- لی سون وون در نقش چوی سونگ ایل[۶]

یک مشاور سیاسی کره شمالی.
- کیم مین هو در نقش بانگ چول جین[۶]

یک سرباز کره شمالی متخصص در هک علیه کره جنوبی.
- یون بیونگ هی در نقش کیم گوانگ چول[۷]
- لی جون هیوک در نقش فرمانده گردان[۷]
- ریو سونگ-سو[۷]
- شین وون هو در نقش سرباز جدید[۷]

## تولید
تصویربرداری اصلی در ۲۰ آوریل ۲۰۲۱ آغاز شد و در ۲۶ ژوئن ۲۰۲۱ به پایان رسید.

## جوایز و نامزدی‌ها
| مراسم جوایز                        | سال  | دسته                     | گیرنده       | نتیجه    | منابع  |
| ---------------------------------- | ---- | ------------------------ | ------------ | -------- | ------ |
| جوایز ناقوس بزرگ                   | ۲۰۲۲ | بهترین بازیگر زن تازه‌کار | پارک سه-وان  | نامزدشده | [ ۹ ]  |
| جوایز ناقوس بزرگ                   | ۲۰۲۲ | بهترین فیلم‌نامه          | پارک گیو ته  | نامزدشده | [ ۹ ]  |
| جوایز ناقوس بزرگ                   | ۲۰۲۲ | جایزه موج جدید           | پارک سه-وان  | برنده    | [ ۱۰ ] |
| جایزه انجمن تهیه‌کنندگان فیلم کره‌ای | ۲۰۲۲ | جایزه هیئت داوران ویژه   | کیم هیون چول | برنده    | [ ۱۱ ] |